# Velbert-Mitte
Velbert-Mitte ist ein Stadtbezirk der nordrhein-westfälischen Stadt Velbert im Kreis Mettmann. Er bildet das soziale, kulturelle und wirtschaftliche Zentrum der Stadt und beherbergt zahlreiche wichtige Einrichtungen wie das Rathaus Velbert, das Amtsgericht, das Finanzamt, das Forum Velbert und den zentralen Omnibusbahnhof (ZOB).
Mit rund 50.800 Einwohnern (Stand: 1. Januar 2025) leben im Stadtbezirk Mitte knapp 60 Prozent der Gesamtbevölkerung Velberts.

## Geographie
Velbert befindet sich im niederbergischen Land. Das Gebiet des Stadtbezirks Mitte umfasst den nordwestlichen Teil des Velberter Stadtgebiets. Der Stadtbezirk umfasst dabei eine Fläche von etwa 26,9 km². Velbert-Mitte grenzt im Norden an Essen-Heidhausen, im Osten an Langenberg, im Süden an Neviges, Tönisheide und Wülfrath und im Westen an Heiligenhaus. Das Gebiet des Stadtbezirks wird durch den Rinderbach durchflossen.
Zu Velbert-Mitte gehören folgende Ortslagen und Wohnplätze: Birth, Dalbecksbaum, Hefel, Kostenberg, Langenhorst, Losenburg, Nordpark, Nordstadt, Obere Flandersbach, Oberstadt, Velbert-Ost, Röbbeck und Unterstadt.

## Geschichte
Die Geschichte Velberts reicht bis ins Jahr 875 zurück. Velbert-Mitte entwickelte sich im Laufe der Jahrhunderte vom landwirtschaftlich geprägten Siedlungsgebiet zum bedeutenden Industriestandort, insbesondere durch die Schloss- und Beschlägeherstellung, die der Stadt internationale Bekanntheit verschaffte.
Seit dem Zusammenschluss von Velbert mit den Nachbarstädten Langenberg und Neviges am 1. Januar 1975 bildet Velbert-Mitte einen der drei Stadtbezirke der Stadt.

## Wirtschaft und Infrastruktur

### Wirtschaft und Handel

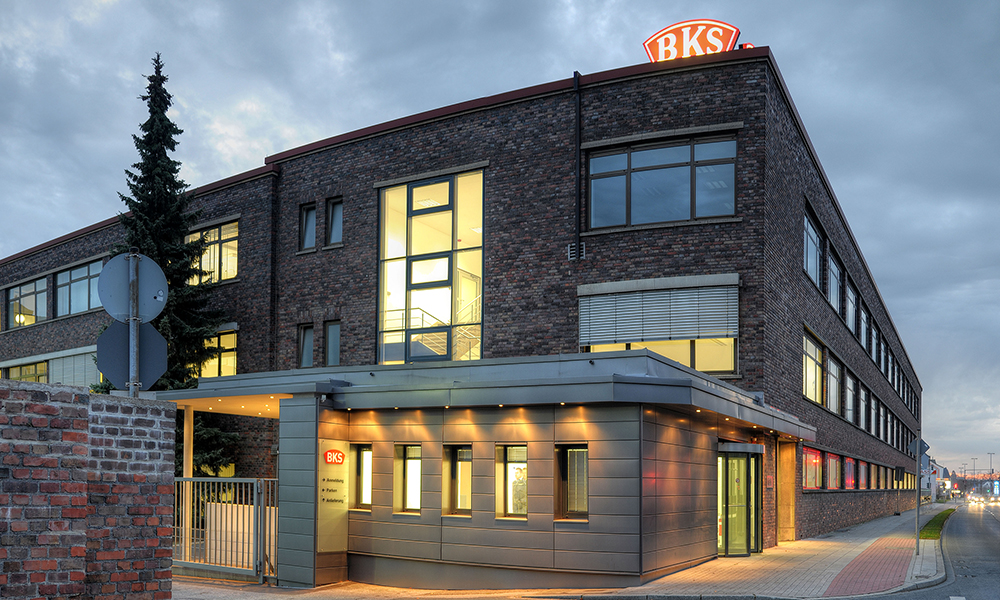
BKS-Hauptgebäude

Velbert ist traditionell ein Zentrum der Schloss- und Beschlägeindustrie (Schlüsselregion). Zahlreiche Unternehmen dieser Branche sind bis heute im Stadtbezirk Velbert-Mitte ansässig, darunter BKS, EMKA, Huf, Wilka und C. Ed. Schulte. Auch das Helios Klinikum Niederberg als größtes Velberter Krankenhaus befindet sich in Velbert-Mitte. Die Sparkasse Hilden-Ratingen-Velbert hat ihren Hauptsitz in der Innenstadt von Velbert-Mitte.
Der Einzelhandel in der Innenstadt konzentriert sich auf die Fußgängerzone Friedrichstraße, in der sich auch die „Velberter Spielschlange“ befindet, die mit dem Deutschen Spielraumpreis 2002 ausgezeichnet wurde.

### Verkehr
Velbert-Mitte verfügt seit der Stilllegung der Niederbergbahn und des Velberter Hauptbahnhofes 1999 über keinen Bahnhof mehr, ist aber ein wichtiger Verkehrsknotenpunkt für den Busverkehr im nördlichen Kreis Mettmann. Der zentrale Omnibusbahnhof (ZOB) verbindet die Stadt mit den umliegenden Städten Essen, Ratingen, Mettmann, Düsseldorf und über Langenberg nach Wuppertal.
Der Stadtbezirk ist durch die beiden Autobahnen 44 und 535 sowie die Bundesstraße 224 an das überregionale Straßennetz angebunden.

## Kultur und Sehenswürdigkeiten

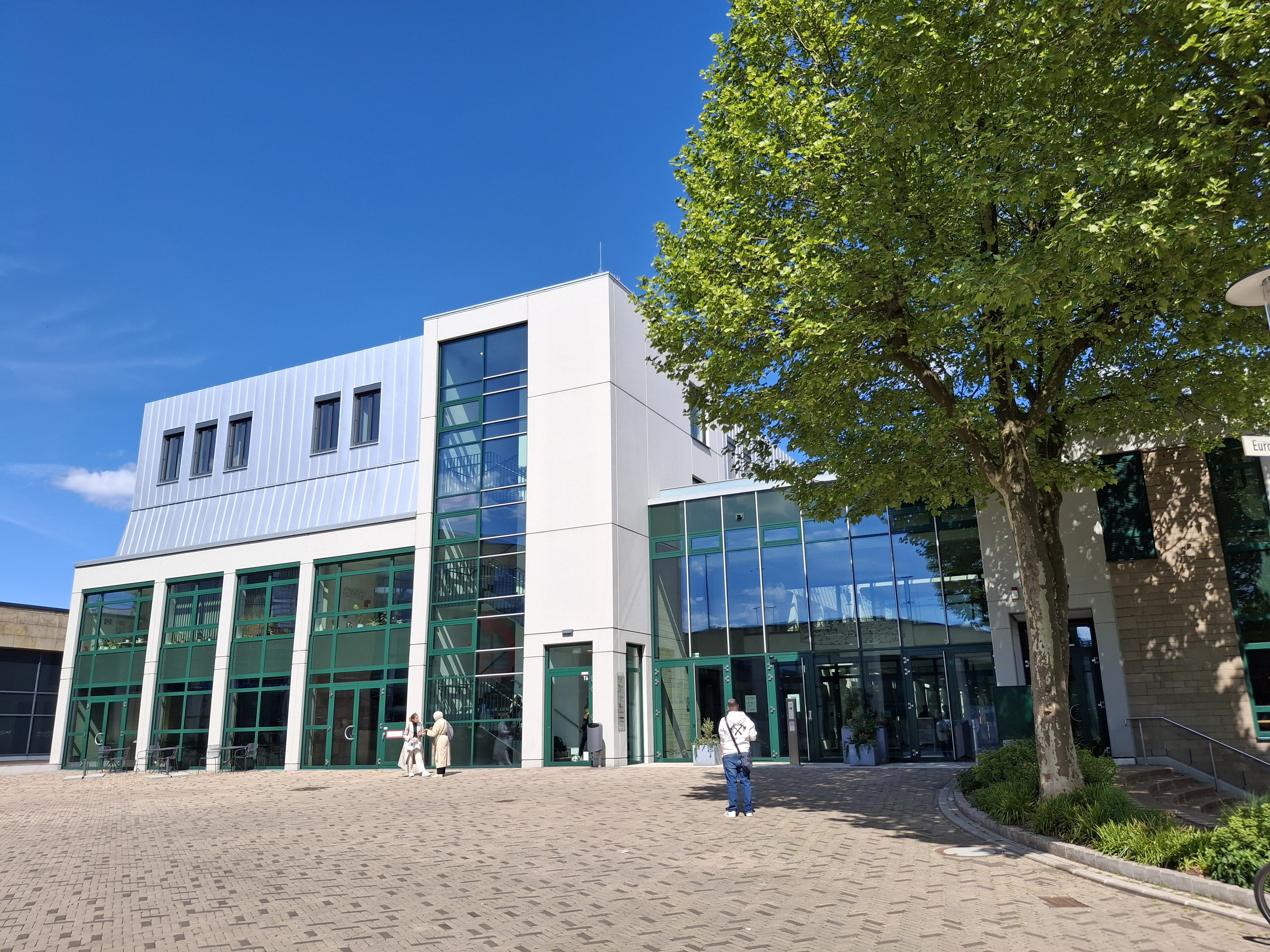
Forum Velbert

Das kulturelle Zentrum Velberts bildet das Forum Velbert, ein moderner Veranstaltungsort, der nach seiner umfassenden Modernisierung 2023 wiedereröffnet wurde und heute Raum für Konzerte, Theater, Tagungen und Ausstellungen bietet. Außerdem beherbergt das Gebäude die Bibliothek Velbert. Das nebenan befindliche Deutsche Schloss- und Beschlägemuseum ist das weltweit einzige wissenschaftlich geführte Museum für Schließ- und Sicherheitstechnik. In der historischen Villa Herminghaus und einem modernen Neubau ermöglicht die Dauerausstellung eine Zeitreise durch 4.000 Jahre Technikgeschichte.
In Velbert-Mitte befinden sich mehrere sehenswerte Kirchenbauten. Darunter die Alte Kirche, die im Herzen der Innenstadt auf dem Platz Am Offers steht. Sie wurde zwischen 1766 und 1769 im Stil des Bergischen Barock errichtet und ist ein schlichter Saalbau mit einem vorgesetzten Westturm. Die Kirche entstand auf den Grundmauern einer Kapelle aus dem 11. Jahrhundert, die der Heiligen Ida gewidmet war. Die katholische Kirche St. Marien wurde zwischen 1855 und 1857 im Stil der Neugotik errichtet. Der Entwurf stammt von Vincenz Statz, einem der renommiertesten Kirchenarchitekten des 19. Jahrhunderts. Als Vertreter der modernen Sakralarchitektur in Velbert-Mitte ist die Kirche St. Paulus zu nennen, erbaut 1954/55 nach Plänen von Gottfried Böhm, die durch ihre charakteristische, geschwungene Form und die schlichte Schieferfassade besticht.
Ebenfalls sehenswert sind die Eulenbachbrücke, das klassizistische Bürgermeisterhaus, der ehemalige Wasserturm Steeger Straße und die ehemaligen Gebäude der Dampfbäckerei Velbert, die heute als Büro-, Restaurant- und Verwaltungsgebäude genutzt werden. Mit dem Herminghauspark befindet sich auch der größte Velberter Stadtpark im Stadtbezirk Velbert-Mitte.